# Jan Siberechts
Jan Siberechts (1627-1703) est un peintre de paysage flamand du XVIIe siècle, né à Anvers, fils d'un sculpteur du même nom.

## Biographie
Dans sa période anversoise, il peint des paysages dans lesquels il place des personnages hiératiques. La noblesse des paysans de Siberechts est souvent comparée à celles des paysans représentés par les Frères Le Nain. Son thème de prédilection est le gué, où il fait jouer la lumière à la surface de l'eau. Son amour du paysage le rapproche des peintres hollandais de son époque. Il fut un suiveur de Nicolaes Berchem et Karel Dujardin. 
Il partit s'installer en Angleterre en 1672. Il y travailla pour l'aristocratie dont il peignit les châteaux, les parcs et les chasses. Il mourut à Londres.
Sa fille France avait épousé le sculpteur Arnold Quellin qui alla également s'établir à Londres.

## Œuvres
- La Charrette de foin, 1663, huile sur toile, 108 × 137 cm, Palais des Beaux Arts de Lille[4]
- Ferme de maraîchers, 1664, huile sur toile, 158 × 241 cm, Musée Old Masters, Bruxelles[5]
- Le Gué, 1665, 81 × 94 cm, Musée royal des beaux-arts d'Anvers[6]
- Vue d'un manoir et son terrain à Belsize, Middlesex, 1696, huile sur toile, 108 × 140 cm, Tate Britain, Londres[7]

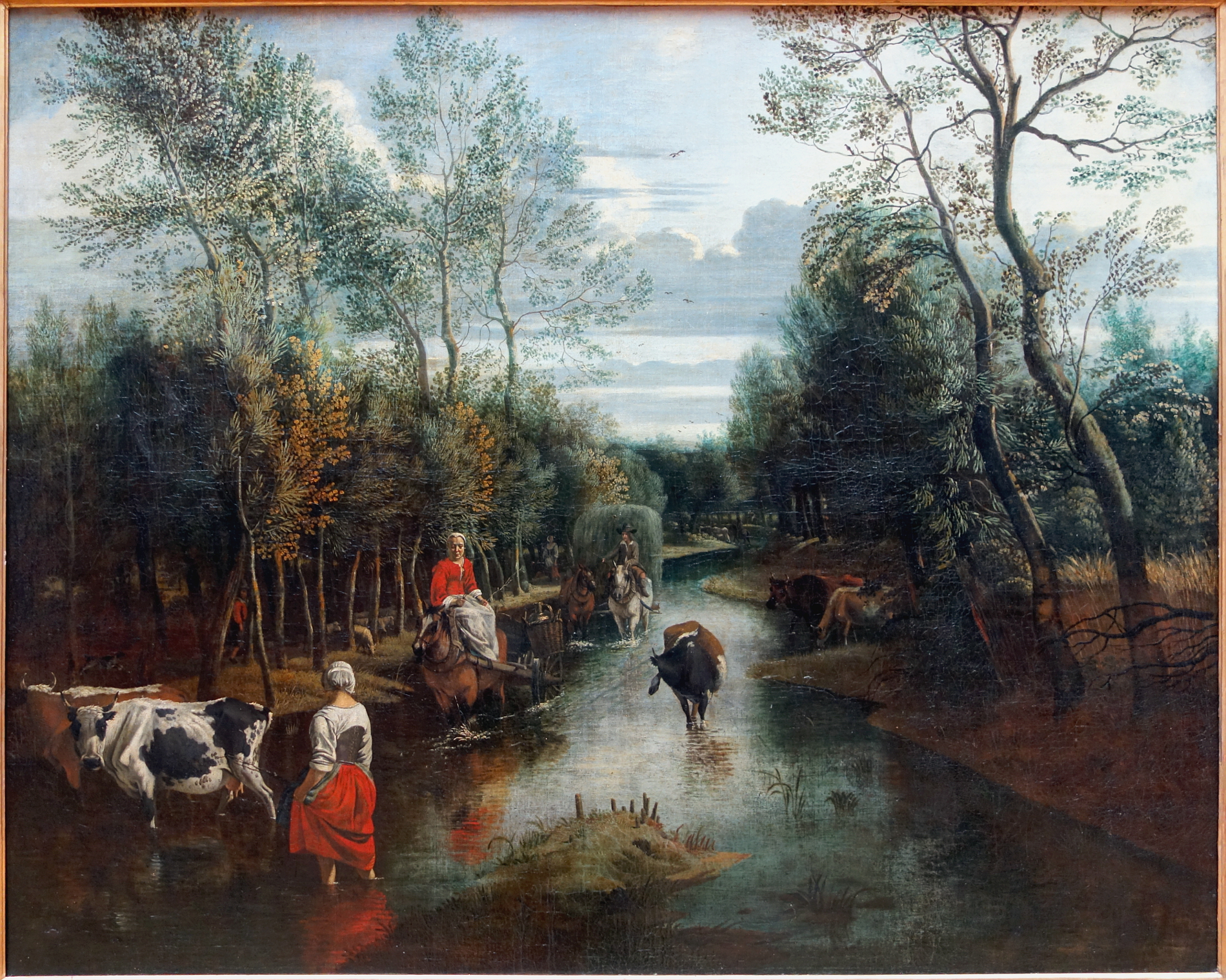
Charrette de foin, Lille
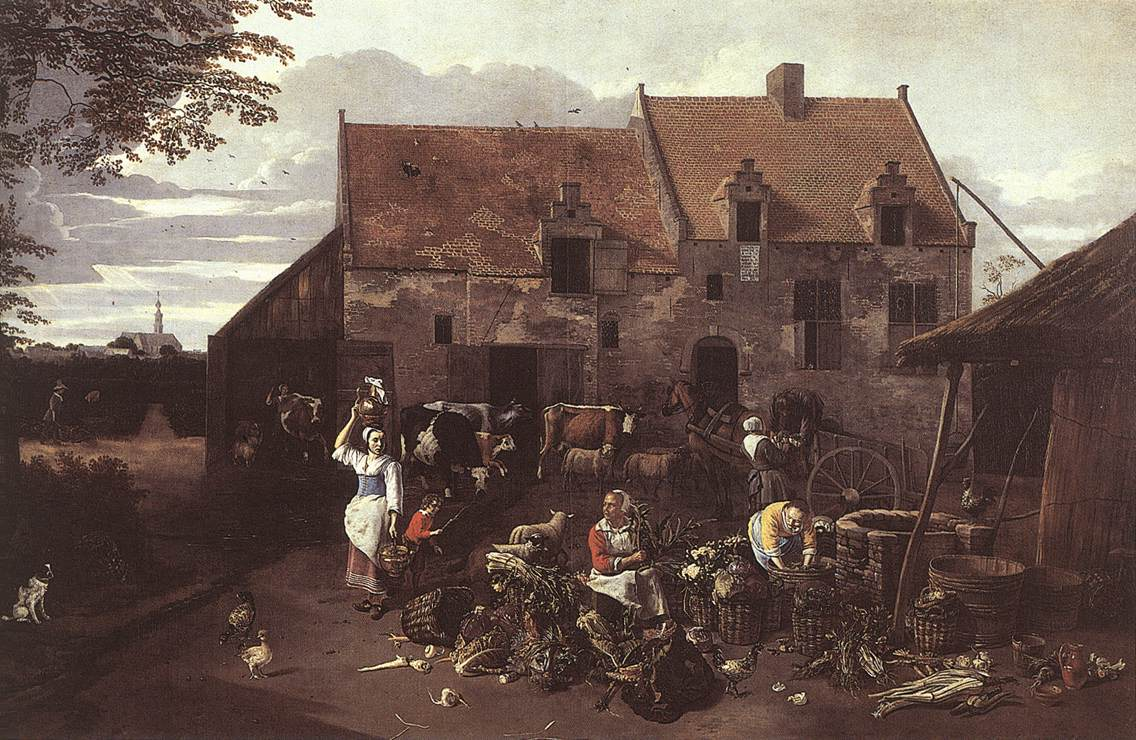
Maraîchers, Bruxelles
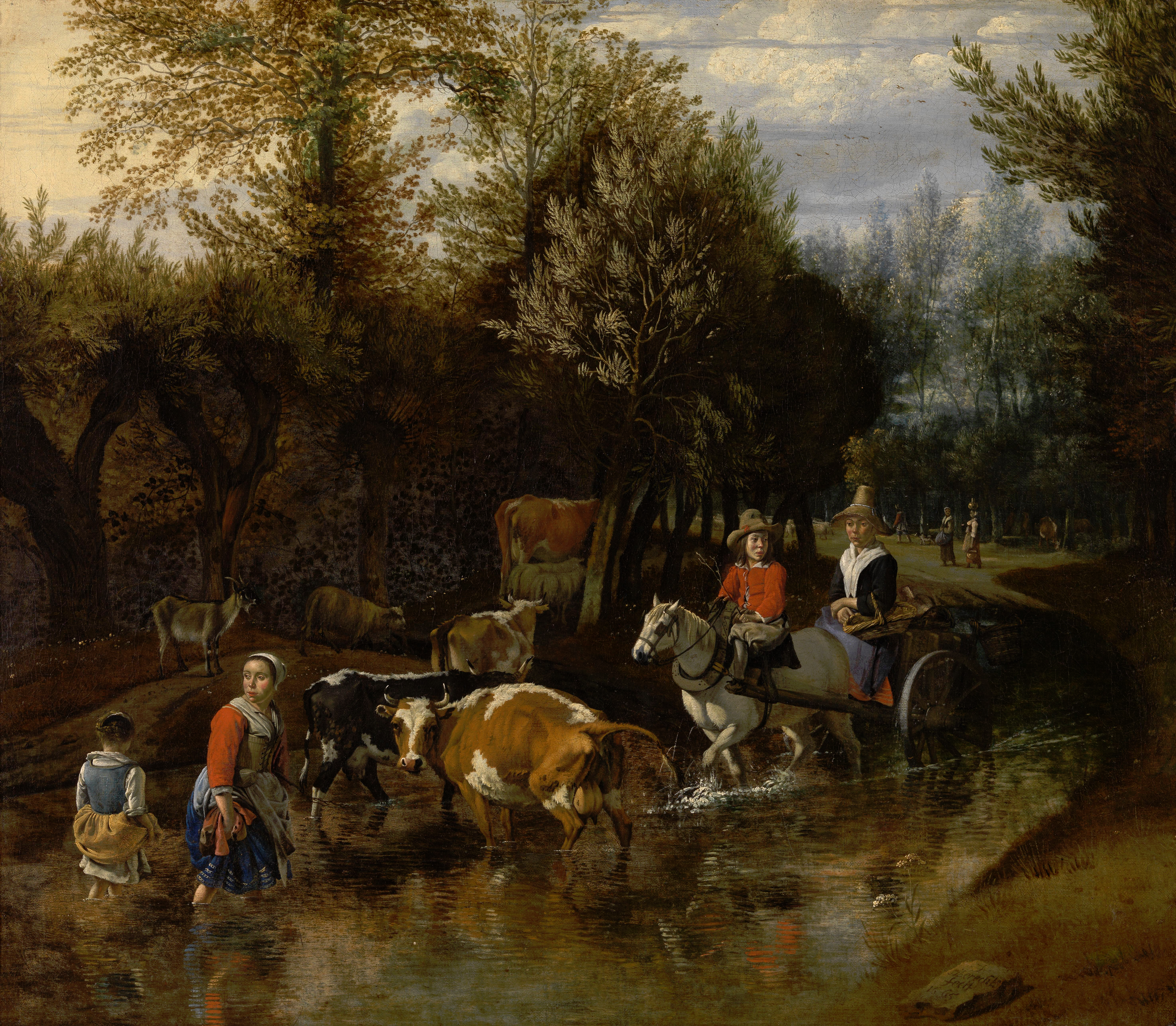
Le Gué, Anvers
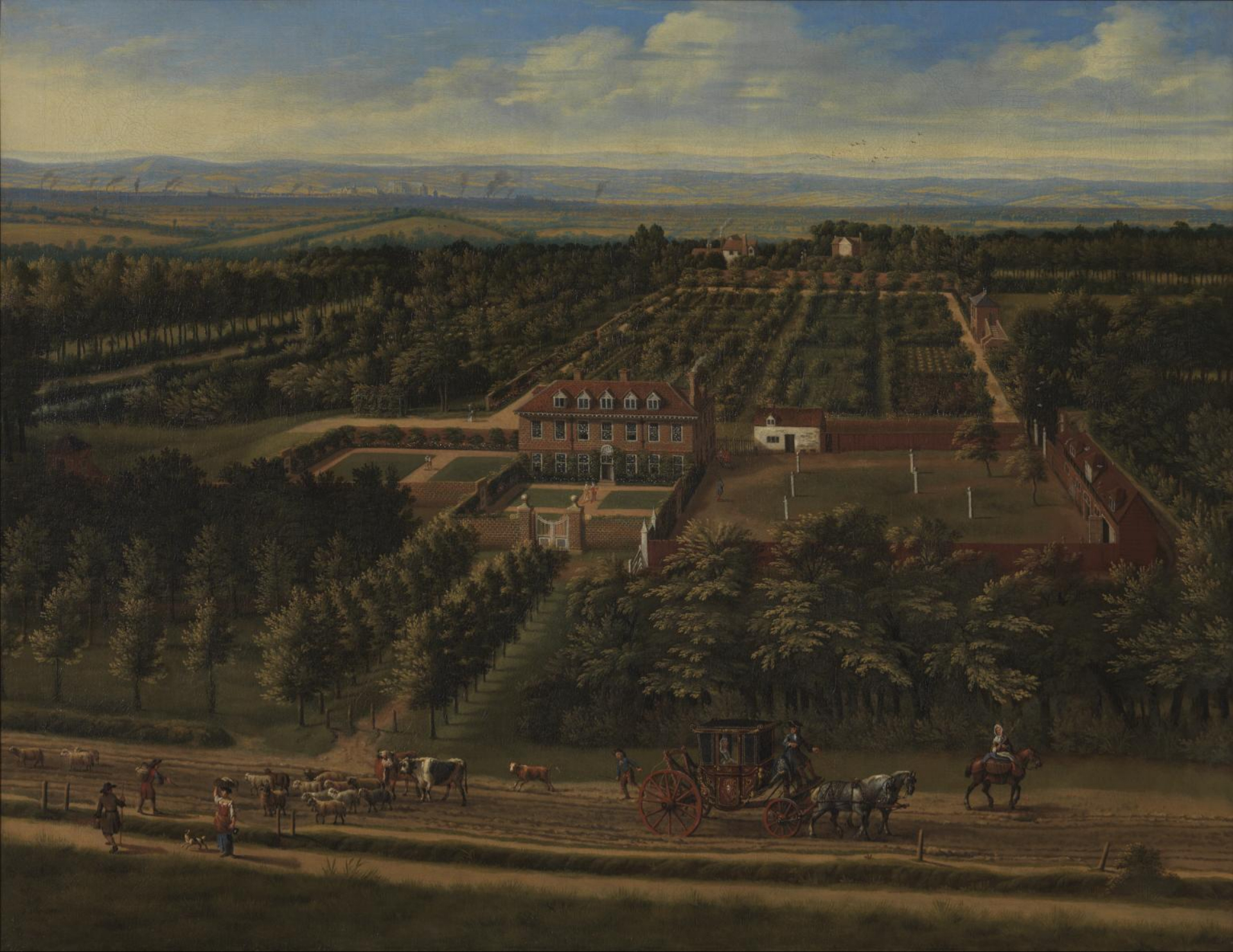
Belsize, Tate Britain